# Voornaam
Een voornaam is in de antroponymie een eigennaam die een kind bij de geboorte gegeven wordt en die in de westerse cultuur, met uitzondering van de Hongaarse, voor de achternaam geplaatst wordt.
De voornaam onderscheidt in de westerse culturen iemand van anderen met dezelfde achternaam. Dit gaat niet geheel op: mensen met dezelfde achternaam (naamgenoten) kunnen immers ook identieke voornamen hebben. Verder is een achternaam over het algemeen unieker dan een voornaam: twee willekeurig gekozen personen (niet uit dezelfde familie) zullen vaker dezelfde voornaam dan dezelfde achternaam hebben.
Uit onderzoek blijkt dat de keuze voor een voornaam samenhangt met opleiding en inkomen. Bij katholieken is de voornaam meestal gebaseerd op de eerste doopnaam.

## Cultuurverschillen
De regels voor het geven van een voornaam lopen per cultuur en subcultuur sterk uiteen. Daarbij gaat het onder meer om vernoemen, al dan niet naar familie, het belang van de voornaam alswel om het tijdstip van het geven van een voornaam.
In sommige, vooral rooms-katholieke, kringen krijgt het kind de naam pas op het moment van de doop. Men spreekt dan ook wel van de doopnaam.  In de tijd van het Nieuwe Testament was het onder Joden gebruikelijk dat de naam bij de besnijdenis werd gegeven, zoals blijkt uit Lukas 1:59 en 2:21. In beide gevallen geldt echter dat de naam al eerder vastgesteld kan zijn (Lukas 1:13 en 1:31). Tegenwoordig leest men wel eens in een geboorteannonce dat een kind bij de doop de naam ... zal ontvangen, waarmee wordt aangegeven dat de naam al is vastgesteld maar nog niet aan het kind gegeven is.
Volgens een oude traditie wordt een kind genoemd naar een van de ouders of grootouders. De oudste zoon wordt genoemd naar de vader van vaderskant, de volgende zoon naar de vader van moederskant. Jongere kinderen krijgen dan de naam van een oom of tante. Het gevolg kan zijn dat soms volle neven (of nichten) dezelfde voornaam hebben. Het is niet gebruikelijk dat kinderen uit hetzelfde gezin dezelfde voornaam krijgen (tenzij een kind eerder overleden was) maar het kan vóórkomen doordat de twee grootvaders of grootmoeders dezelfde naam hebben. Het vernoemen van familieleden is ook uit de bijbel bekend: Lukas 1:61. Tegenwoordig krijgt een kind vaak een naam die nog niet in de familie voorkomt.
Er zijn ook culturen waarin de naam een andere functie heeft. Zo is in Indonesië de achternaam niet noodzakelijk een familienaam: een kind kan een andere achternaam worden gegeven dan die van zijn vader. De functie van de voornaam is daardoor ook een andere: in feite zijn het voor- en achternamen samen die de identiteit bepalen. Soms heeft een Indonesiër maar één naam, zodat van een "voornaam" geen sprake kan zijn.
In Rwanda wordt de achternaam doorgaans bepaald aan de hand van opvallende gebeurtenissen rondom de geboorte, een zegenwens voor de nieuwgeborene of een indruk die de naamgevers van een pasgeboren kind hebben. Zo kan een boreling die vaak lacht de naam Tuyishime krijgen: hij die gelukkig is.
Soms komt het voor dat een vreemdeling zich meldt bij een westerse burgerlijke stand en geen aparte voor- en achternaam kan opgeven. De regel is in dat geval dat voor deze persoon de opgegeven naam zowel voor- als achternaam is. Bij aangifte van nieuw geboren kinderen is de regel anders. Geeft iemand bij de aangifte van een kind geen voornaam op, dan moet de ambtenaar van de burgerlijke stand het kind één of meer voornamen geven, wat ook gebeurt als de opgegeven voornamen worden geweigerd wegens ongepastheid of overeenstemming met een geslachtsnaam die niet ook een gebruikelijke voornaam is. In al deze gevallen wordt in de geboorteakte uitdrukkelijk aangegeven dat de voornamen ambtshalve zijn gegeven.
In Hongarije volgt de voornaam, zelden voornamen, op de familienaam, en wordt daar utónév (= achternaam) of keresztnév (= doopnaam) genoemd. Voorbeelden: Bartók Béla en Kodály Zoltán.

## Geslachtsverschillen
Naast neutrale namen, reserveren de meeste culturen bepaalde voornamen voor mannen en vrouwen. Dit valt soms in de vorm van de naam waar te nemen. In het Nederlands eindigen traditioneel relatief veel meisjesnamen op -a, of zijn een verkleinwoord van een jongensnaam.

## Aantal voornamen

### Meerdere voornamen
Vroeger kwam het vaak voor dat een tweede voornaam werd ontleend aan een achternaam. De beroemde taalgeleerde Herman Neubronner van der Tuuk (geboren in 1824) dankte zijn tweede voornaam aan het feit dat zijn ouders de achternaam van zijn moeder, Neubronner, behouden wilden zien. In zo'n geval is het voor de buitenstaander soms moeilijk te beoordelen of er sprake is van twee voornamen of van een dubbele achternaam. In Van der Tuuks geval werd Neubronner een voornaam.
In de Verenigde Staten heeft vrijwel iedereen twee voornamen. Men spreekt van first name en middle name, en een van beide wordt vaak geïnitialiseerd: George W. Bush of J. Edgar Hoover. Soms staat een middelste initiaal niet specifiek voor een naam, zoals in het geval van de presidenten Ulysses S. Grant en Harry S. Truman.

### Dubbele voornaam
Een dubbele voornaam is één voornaam die is opgebouwd uit twee voornamen, zoals Jan-Willem, Jan Jaap en Gertjan. Dubbele voornamen komen zowel met als zonder streepje voor, en zijn in feite samenstellingen. Informeel wordt soms wel slechts een van de namen gebruikt (Jan voor Jan-Frederik) of wordt iemand bij de initialen genoemd: J.F..

### Volgnaam
De tweede (derde enz.) voornaam wordt wel volgnaam genoemd. Bijvoorbeeld als de eerste voornaam een vernoeming naar de vader van de vader is en de tweede naar de vader van de moeder. Bij katholieke jongensnamen komt het voor dat de volgnaam die van een vrouwelijke heilige is, zoals bij Jozeph Maria Luns.

### Conventies in de kunstkritiek
Het voornaamgebruik geeft in de kunstkritiek van kunstenaars, met name schrijvers, soms verwarring. In het ene geval worden initialen gebruikt: D.H. Lawrence, in het andere geval is de voornaam voluit gebruikelijk: Jane Austen. Vaak wordt ook de voornaam weggelaten waar die overbodig is: de kritiek spreekt wel van William Shakespeare, maar veel gebruikelijker is kortweg "Shakespeare".
Ongebruikelijke aanduidingen als "W. Shakespeare" of "David Herbert Lawrence" worden in lopende kritische tekst door vakgenoten als onoordeelkundig ervaren. Men verlaat zich op de conventie, men kan hierin geen eenvoudige regel volgen.

### Roepnaam
De roepnaam is de naam waar iemand in de vertrouwelijke sfeer gewoonlijk mee wordt aangesproken. Deze kan dezelfde zijn als de eerste voornaam of een andere voornaam, of daarvan zijn afgeleid. Zo kan iemand met de voornaam Willem bijvoorbeeld als roepnaam de varianten Willem, Wil, Wim, Wiel, Willy, Willemke etc. hebben. Een roepnaam krijgt men soms bij de geboorte al mee (in een annonce staat weleens zoiets als "we noemen haar Fifi" terwijl het kind officieel Sophie heet). Een roepnaam kan ook op latere leeftijd ontstaan, bijvoorbeeld doordat het kind de naam niet goed uitspreekt, en ook in dat geval komt het voor dat de roepnaam het hele leven wordt gebruikt.
Het komt ook voor dat men een roepnaam gebruikt omdat de "verplichte" voornaam niet voldoende uniek is. Dit is het geval bij Jan Piet Hein Donner, wiens broer ook Jan heet, en in Spaanstalige landen bij meisjes die een naam hebben als María del Carmen (roepnaam Carmen) of María de las Mercedes (roepnaam Mercedes).
In Thailand is het gebruikelijk een kind bij geboorte een vrij lange officiële voornaam te geven (waarbij er soms bijgeloof een rol speelt dat een mooie voornaam ongeluk zou brengen) en daarna een veel kortere roepnaam te geven. Deze korte roepnaam verwijst vaak naar een alledaags object of dier of naar een gebeurtenis in de eerste paar weken na geboorte.

### Bijnaam
Een bijnaam komt in de plaats van een voornaam. Zo kan een bekende voetballer de bijnaam de Kromme krijgen. Zo'n bijnaam kan een positieve connotatie hebben, zoals in het geval van de voetballer, en bij kinderen (Popje, Broertje), maar kan ook als afkeuring en zelfs als scheldnaam fungeren. Bijnamen worden vaak door anderen bedacht en lang niet door iedereen gebruikt.
Vanouds werden vorsten van elkaar onderscheiden door een bijnaam, die niet altijd vleiend was, zoals Karel de Grote, Jan de Blinde en Johanna de Waanzinnige. Voor latere vorsten wordt liever een volgnummer gebruikt.

### Schuilnaam
Een schuilnaam is niet noodzakelijkerwijs een voornaam, maar fungeert wel vaak als zodanig. Met name deelnemers aan elektronische informatie-uitwisseling (van chatroom tot online-encyclopedie) bedienen zich vaak van schuilnamen. In dat geval wordt de schuilnaam met een Engelse term "nickname" genoemd.

### Pseudoniem of artiestennaam
Een schrijver of een artiest maakt vaak gebruik van een schuilnaam die in verband wordt aangeduid als pseudoniem of artiestennaam. Soms doet de artiest dat om zijn ware identiteit verborgen houden, maar het komt ook vaak voor dat de ware naam algemeen bekend is.

## Opvallende voornamen
Bij het toekennen van voornamen doen zich vaak opvallende verschijnselen voor.
- Ouders kunnen er soms toe besluiten hun kind een zeer ongebruikelijke, opvallende naam te geven.
  - Toen een Zweeds echtpaar zijn kind na vijf jaar nog geen naam had gegeven, en daartoe alsnog werd verplicht, koos het uit protest de naam Brfxxccxxmnpcccclllmmnprxvclmnckssqlbb11116. Dit werd in een gerechtelijke procedure afgewezen.[3] In Nederland zal zoiets niet voorkomen: de ambtenaar mag volgens de wet zelf een naam kiezen als de ouders het niet doen.
  - In Duitsland is de voornaam Adolf sinds 1945 taboe vanwege de associatie met Adolf Hitler. Dit neemt niet weg dat het in andere landen weleens is voorgekomen dat een kind de naam Hitler of Adolf Hitler als voornaam kreeg.
  - Een Belgisch kind is wel Rolex genoemd, in Nederland komt Pepsi als meisjesnaam voor.
  - Alfonso de Borbón y Borbón staat te boek als de persoon met de meeste voornamen aller tijden.
  - In Nieuw-Zeeland kwam in 2008 een voogdijzaak voor de rechter over een 9-jarig meisje met de naam Talula does the Hula From Hawai. Het meisje schaamde zich voor haar naam en werd ermee gepest. De rechter ontzegde uiteindelijk beide ouders de voogdij en haalde uit naar ouders die hun kinderen ongebruikelijke namen gaven en zo hun kinderen een sociaal stigma meegaven. Sindsdien zijn lokale overheden in Nieuw-Zeeland alerter op de voornaamkeuze bij geboorteaangifte. Het meisje mocht een andere naam kiezen.

## Organisaties
Voorheen bestond in Nederland een Bureau voor Naamkunde. Ook het Dialecten-, Volkskunde- en Naamkunde-bureau van de Koninklijke Nederlandse Akademie van Wetenschappen (KNAW) te Amsterdam hield zich hiermee bezig. Dit is later opgegaan in het Meertens-instituut.

## Wijzigen van de voornaam

### België
In België kan een verandering van voornaam worden aangevraagd bij de burgerlijke stand. De verzoeker dient aan te geven waarom men de voornaam wil wijzigen, bijvoorbeeld omdat deze hatelijk of bespottelijk is, de voornaam tot verwarring kan leiden of vanwege een geslachtsverandering. De toelating tot naamsverandering wordt sinds 1 augustus 2018 verleend door de ambtenaar van burgerlijke stand van gemeente als er geen bezwaren zijn. Ook mag de nieuwe voornaam niet verwarrend zijn en de aanvrager of derden niet schaden. Daarin verschilt deze procedure van de wijziging van een achternaam, waarvoor een Koninklijk Besluit vereist is.
De prijs van de voornaamsverandering hangt af van de gemeente.

### Nederland
In Nederland is een wijziging van de voornaam in de formele registratie, de Basisregistratie Personen, mogelijk indien de verzoeker hierbij zwaarwegende belangen heeft. Een verzoek tot wijziging van de voornaam wordt gedaan bij de rechtbank van het arrondissement waarin de persoon geboren is, of bij het Gerecht in Eerste Aanleg van Bonaire, Sint Eustatius en Saba. Bij naturalisatie van een vreemdeling worden voor- en achternaam door de overheid vastgesteld, meestal overeenkomstig de bestaande naam, maar de genaturaliseerde heeft een stem in de uiteindelijke vaststelling. Sinds 1 juli 2014 kunnen transgender personen van 16 jaar en ouder hun voornaam (en geslacht) kosteloos wijzigen bij de burgerlijke stand van hun geboorteplaats. Hiervoor is wel een medische verklaring nodig van een genderteam, die niet ouder is dan zes maanden.

### Suriname
In Suriname mogen voornamen worden aangepast of toegevoegd nadat hier toestemming voor is verleend door de kantonrechter, op grond van artikel 32 van het Burgerlijk Wetboek (BW). De betrokken burger of gemachtigde kan de uitspraak vervolgens in zijn geboorteplaats aanbieden aan de ambtenaar van de burgerlijke stand, ter inschrijving in het register en voor een melding op de geboorteakte. Een naamswijziging valt onder privacy en wordt niet openbaar gemaakt.